# Venceremos (canción)
Venceremos es un sencillo del grupo chileno Quilapayún junto con la Orquesta Sinfónica Popular dirigida por Eduardo Moubarak, lanzado en Chile en 1971 bajo el sello DICAP. Ambos lados del sencillo contienen la canción Venceremos, siendo la del lado A la versión de Quilapayún incluida en el álbum del mismo año Vivir como él.

## Lista de canciones
Todas las letras escritas por Claudio Iturra, toda la música compuesta por Sergio Ortega. 
| Lado A |              |            |          |  |
| N.º    | Título       | Intérprete | Duración |  |
| 1.     | «Venceremos» | Quilapayún |          |  |

| Lado B |              |                            |          |  |
| N.º    | Título       | Intérprete                 | Duración |  |
| 2.     | «Venceremos» | Orquesta Sinfónica Popular |          |  |